# Trevor Harvey
Trevor Harvey, né le 25 septembre 1980 à Inagua (Bahamas), est un joueur de basket-ball professionnel bahaméen. Il mesure 2,11 m.

## Université
- 2001 - 2003 :  Université d'État de Floride (NCAA 1)

## Clubs
- 2003 - 2005 :  Fenerbahce (TBL)
- 2005 - 2006 :  Chalon-sur-Saône (Pro A)
- 2006 - 2007 :  CSKA Sofia (A Division)
- 2007 - 2008 :  Solna Vikings (1er division)
- 2008 - 2009 :  Falco KC Szombathely (1er division)
- 2009 -  Uşak Sportif (TBL)
- 2009 - 2010 :  SCM CSU Craiova (Divizia A)
- 2010 – 2011 :  Algodoneros de la Comarca (LNBP)
- 2012 :  CSS Giurgiu (Divizia A)
- 2013 :  Wydad Casablanca (1er division)